# カルビチム
カㇽビチㇺ（갈비찜）は、朝鮮料理の蒸し料理であるチㇺの一種で、カㇽビ（牛バラ肉）を用いるものである。古くは「カリチム」と呼んだ。牛か豚のカㇽビを用いるが、後者の場合は特にテジカㇽビチㇺと言う。

## 伝統
伝統的には、秋夕の際に、ソンピョン、ナムㇽ、サトイモのスープ、クリのダンプリング、鶏肉のチㇺ、秋の果物とともに食べる。カㇽビチㇺは、子牛肉のリブの中心部分のみを用い、周辺部分はスープの出汁にする。韓国では、カㇽビは牛肉の他の部位よりも高価なため、高級な料理と考えられている。

## 作り方
リブは小分けし、余分な血を除く。調味料をよく浸透させるために、骨にまで切り込みを入れる。余分な脂肪は、切り取るか湯通しして除去する。醤油、ごま油、タマネギ、ニンニク、コショウ、練りごま、ショウガ、砂糖を混ぜ、カㇽビとともに中火で煮込む。時々かき混ぜながら時間をかけて煮込んでから、ナツメ、ギンナン、ニンジン、松の実とともに追加の調味料を加え、再度火にかける。火から下ろす直前に、クリ、シイタケ、イワタケを加える。伝統的に平皿ではなく、深い皿に乗せて提供する。

## 地域ごとの違い
大邱広域市の中区には、カㇽビチㇺ通りが存在する。ここには、1972年にマッコリの肴として初めてカㇽビチㇺを出した料理店がある。この地域は、今でもカㇽビチㇺが名物である。
京畿道には、豚肉を用いたチョンカㇽビチㇺがある。豚肉のリブをショウガ、醤油、ニンニク、ごま油、練りごま、塩、コショウに漬け込み、強火で加熱してソースを煮詰める。

## ギャラリー

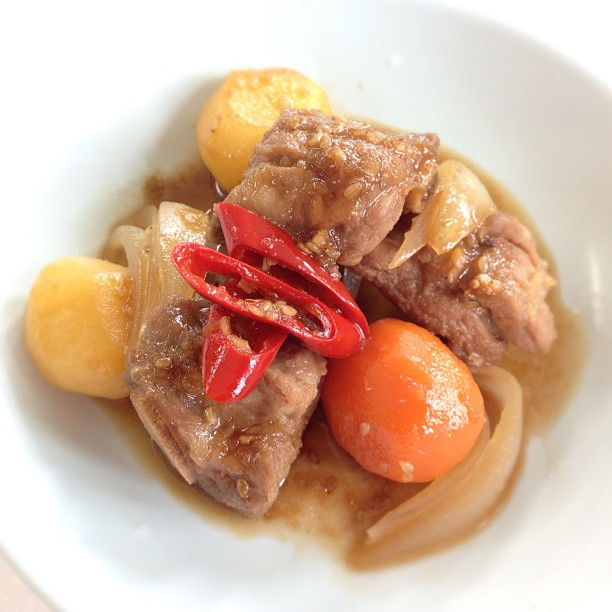
テジカㇽビチㇺ